# 朱迪思·克兰茨
朱迪思·克兰茨（Judith Krantz，1928年1月9日—2019年6月22日）是一位美国作家、时尚编辑和小说家。她的第一部小说一經出版就登上了紐約時報暢銷書榜 ，而且被翻译成50种语言。她的小說含有大量色情、性愛、時尚以及奢靡生活的描寫。